# Wiehlsiefen
Wiehlsiefen (hommersch Willsiefen/Wi'elsiefen) im Oberbergischen Kreis ist eine von 51 Ortschaften der Stadt Wiehl im Regierungsbezirk Köln in Nordrhein-Westfalen. 

## Lage und Beschreibung
Der Ort liegt zwischen Schneppsiefen im Norden und Hückhausen im Süden und ist in Luftlinie rund 7 km  vom Stadtzentrum von Wiehl entfernt. Wiehlsiefen liegt nördlich der Bundesautobahn 4.

## Geschichte
In der Mulde des Hömelerbachs angelegtes Einzelgehöft am Fuß des Hömelskopfes (305 m). Wiehlsiefen wurde im Kirchenbuch Marienberghausen 1671 als Willsiefen das erste Mal urkundlich genannt. Wiehlsiefen ist als Neugründung im 17. Jahrhundert angelegt worden.
Früher Eisensteingewinnung in der Umgebung.